# Suzhou (Anhui)
Suzhou (xinès: 宿州; pinyin: Sùzhōu), antigament romanitzat com Suchow, és una ciutat a nivell de prefectura al nord de la província d'Anhui, a la República Popular de la Xina. Limita amb les ciutats prefecturals de Huaibei i Bengbu al sud-oest i al sud respectivament, i amb les províncies de Jiangsu a l'est, Shandong al nord i Henan al nord-oest.
La seva població era de 5.324.476 habitants al cens del 2020, dels quals 1.766.285 vivien a l'àrea urbanitzada (o metropolitana) al districte urbà de Yongqiao, tot i que segueix sent en gran part rural.

## Història
Suzhou era antigament el comtat de Su (xinès simplificat: 宿县; xinès tradicional: 宿縣; pinyin: Sù Xiàn).

## Clima
Suzhou té un clima subtropical humit i influït pel monsó (Köppen Cwa), amb quatre estacions diferents. Els hiverns són freds i humits, amb temperatures baixes mitjanes al gener que baixen per sota de la congelació; la temperatura mitjana del mes de gener és d'1,2 °C . Els estius solen ser calorosos i humits, amb una mitjana de juliol de 27,6 °C. La mitjana anual és de 15,2 °C, mentre que la precipitació mitjana anual és d'uns 855,2 mil·límetres, la majoria dels quals es produeix de maig a agost.

## Administració
Suzhou administra cinc divisions a nivell de comtat, de les quals una és un districte i quatre són comtats:
- Districte de Yongqiao (埇桥区)
- Comtat de Dangshan (砀山县)
- Comtat de Xiao (萧县)
- Comtat de Lingbi (灵璧县)
- Comtat de Si (泗县)

| Mapa de Suzhou (Anhui) Yongqiao Comtat de · Dangshan Comtat · de Xiao Comtat · de Lingbi Comtat · de Si | Mapa de Suzhou (Anhui) Yongqiao Comtat de · Dangshan Comtat · de Xiao Comtat · de Lingbi Comtat · de Si | Mapa de Suzhou (Anhui) Yongqiao Comtat de · Dangshan Comtat · de Xiao Comtat · de Lingbi Comtat · de Si | Mapa de Suzhou (Anhui) Yongqiao Comtat de · Dangshan Comtat · de Xiao Comtat · de Lingbi Comtat · de Si | Mapa de Suzhou (Anhui) Yongqiao Comtat de · Dangshan Comtat · de Xiao Comtat · de Lingbi Comtat · de Si | Mapa de Suzhou (Anhui) Yongqiao Comtat de · Dangshan Comtat · de Xiao Comtat · de Lingbi Comtat · de Si |
| Subdivisió                                                                                              | Xinès simplificat                                                                                       | Hanyu Pinyin                                                                                            | Població (2020)                                                                                         | Sup. (km²)                                                                                              | Densitat (/km²)                                                                                         |
| --- | --- | --- | --- | --- | --- |
| Ciutat pròpiament dita                                                                                  | | | | | |
| Districte de Yongqiao                                                                                   | 埇桥区                                                                                                  | Yǒngqiáo Qū                                                                                             | 1.766.285                                                                                               | 2.906                                                                                                   | 607,9                                                                                                   |
| Rural                                                                                                   | | | | | |
| Comtat de Dangshan                                                                                      | 砀山县                                                                                                  | Dàngshān Xiàn                                                                                           | 765.564                                                                                                 | 1.205                                                                                                   | 635,3                                                                                                   |
| Comtat de Lingbi                                                                                        | 灵璧县                                                                                                  | Língbì Xiàn                                                                                             | 974.720                                                                                                 | 2.133                                                                                                   | 457,0                                                                                                   |
| Comtat de Si                                                                                            | 泗县 | Sì Xiàn                                                                                                 | 763.310                                                                                                 | 1.848                                                                                                   | 413,1                                                                                                   |
| Comtat de Xiao                                                                                          | 萧县 | Xiāo Xiàn                                                                                               | 1.054.597                                                                                               | 1.847                                                                                                   | 571,0                                                                                                   |
| Total                                                                                                   | Total                                                                                                   | Total                                                                                                   | 5.324.476                                                                                               | 9.938                                                                                                   | 535,8                                                                                                   |